# Östra kyrkogården, Visby

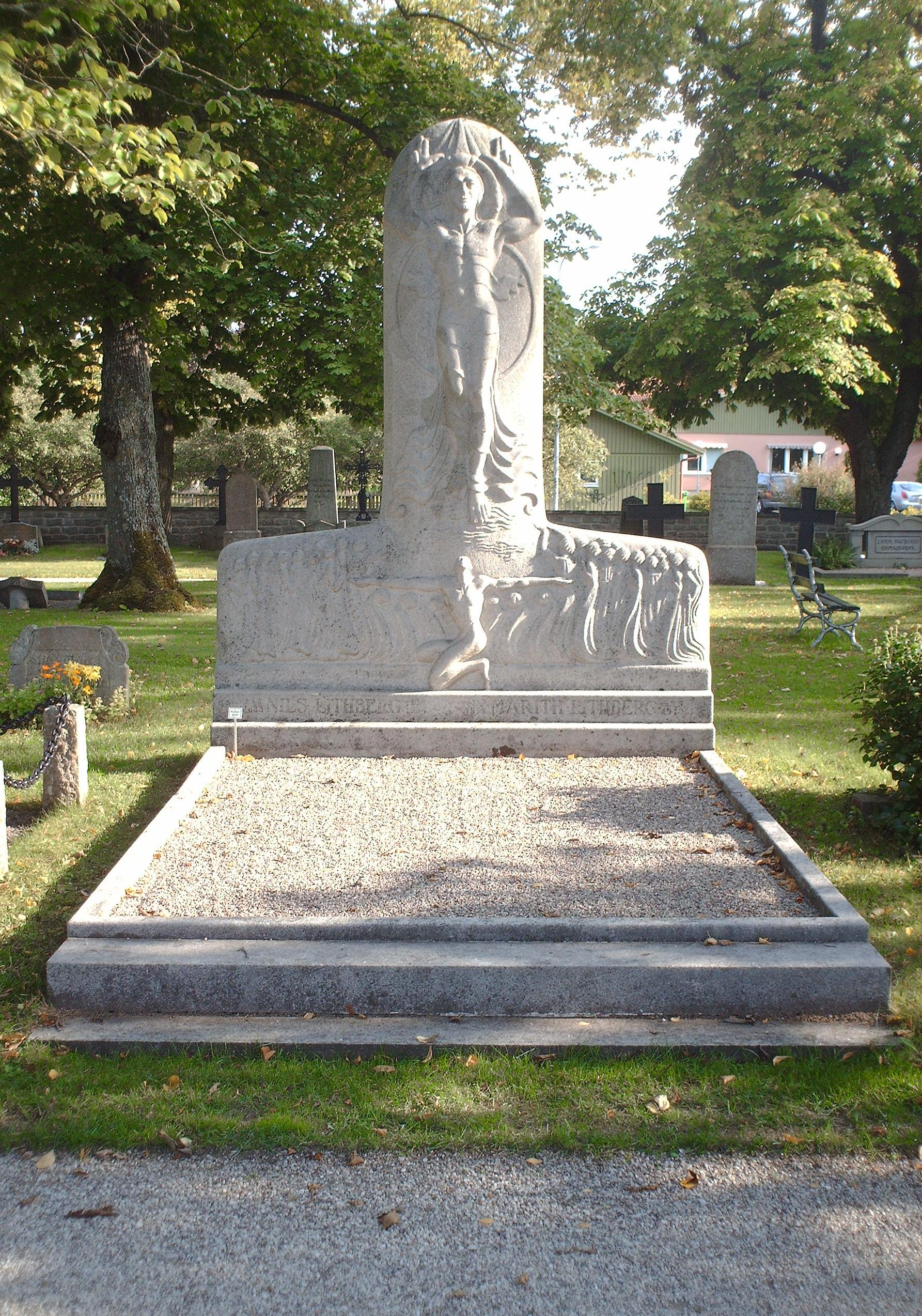
Nils Lithbergs grav på Östra kyrkogården.

Östra kyrkogården är en 1,7 hektar stor kyrkogård i Visby som invigdes den 17 oktober 1830 av biskop Carl Johan Eberstein. Den har cirka 1160 gravplatser. Den ritades i barockstil av lantmätare A J Laller och anlades då utanför staden. En central plats mitt i kyrkogården lämnades som plats för ett kapell som aldrig byggdes. I stället byggdes Östra gravkapellet 1870 och placerades då söder om kyrkogården. Det försågs med träd och i kyrkorådsprotokoll från 1829 står det att läsa "om trädplanteringen ansågs bäst att plantera 1 lönn och 1 kastanie på 12 alnars afstånd...". En allé från Söderport planterades fram till kyrkogården och denna finns till stora delar finns kvar än i dag.

## Kända begravda personer
- Lars Anton Anjou
- Carl Johan Bergman
- Carl Gustaf Björkander
- Carl Johan Eberstein
- Sigrid Engström
- Gabriel Gustafson
- Michael Silvius von Hohenhausen
- Carl Kolmodin
- Carl Olof Kolmodin
- Nils Lithberg
- Torvald Lönnefalk
- Abraham Löf
- Oscar Malmborg
- Erik Nygren
- Pehr Arvid Säve
- Klas Widin